# Копытово (Челябинская область)
Копытово — деревня в Еткульском районе Челябинской области России. Входит в состав Белоусовского сельского поселения.

## География
Деревня находится на востоке Челябинской области, в лесостепной зоне, на берегу озера Мохового, на расстоянии 26 километров (по прямой) к востоку от села Еткуль, административного центра района. Абсолютная высота 193 метра над уровнем моря.

## Население
| 2002 | 2010 |
| ---- | ---- |
| 258  | ↘234 |

Гендерный состав
По данным Всероссийской переписи населения 2010 года в гендерной структуре населения мужчины составляли 51,3 %, женщины — 48,7 %.
Национальный состав
Согласно результатам переписи 2002 года, в национальной структуре населения русские составляли 84 %.

## Улицы
Уличная сеть деревни состоит из восьми улиц.